# Frazier-Gletscher
Der Frazier-Gletscher ist ein Gletscher im ostantarktischen Viktorialand. Er fließt zwischen der Clare Range und dem Detour-Nunatak in nordöstlicher Richtung zum Mackay-Gletscher, den er östlich des Pegtop Mountain erreicht.
Das Advisory Committee on Antarctic Names benannte ihn 1964 nach Leutnant W. F. Frazier, diensthabender Offizier auf der Byrd-Station im Jahr 1963.